# Cordylomera gracilis
Cordylomera gracilis es una especie de escarabajo longicornio del género Cordylomera, tribu Phoracanthini, subfamilia Cerambycinae. Fue descrita científicamente por Veiga-Ferreira en 1965.

## Descripción
Mide 8-10,5 milímetros de longitud.

## Distribución
Se distribuye por Mozambique y Zambia.